# Centrala antennföreningen
Centrala antennföreningen, CANT, är en branschförening för antenn- och kabel-TV-företag i Sverige. Dess medlemmar består av företag som säljer och marknadsför material och tjänster för kabel-TV/BMF-nät, antenner, parabolantenner och rundradio. CANT är huvudman för CANT-auktorisationen som är ett kompetensbevis för BMF-tekniker som jobbar inom denna bransch.